# 老新犹太会堂
老新犹太会堂（德語：Altneuschule, Altneusynagoge）位于捷克首都布拉格的犹太区（Josefov），是欧洲仍在使用的最古老的犹太会堂，也是现存最古老的双大厅设计的中世纪犹太会堂。
老新犹太会堂完成于1270年，哥特式风格，是布拉格最早的哥特式建筑之一。布拉格更老的一座犹太会堂，称为老犹太会堂，在1867年拆除，由西班牙会堂取代。
对于老新犹太会堂名称的由来，第一种解释认为是它最初称为新会堂或大会堂，16世纪建造了更新的犹太会堂后，于是改称为老新犹太会堂。另一种解释认为是误译的结果，认为这座犹太会堂是用耶路撒冷圣殿的石头建造，这座犹太会堂的建造是“在情况下”（希伯来语: Al-Tnai），这些石头在重建圣殿时将会被送回。

## 室内
从街道需要登上9级台阶才进入门厅，通过一扇门就进入矩形的大厅，有6个拱形间隔。两根巨大的柱子东西向排列在房屋的中间，支撑着四个隔间的内角。每个隔间两侧有2扇狭长的哥特式窗户，共有12扇，代表以色列十二支派。这些狭长的窗户使室内昏暗，但是现在装了几盏吊灯，灯火通明。

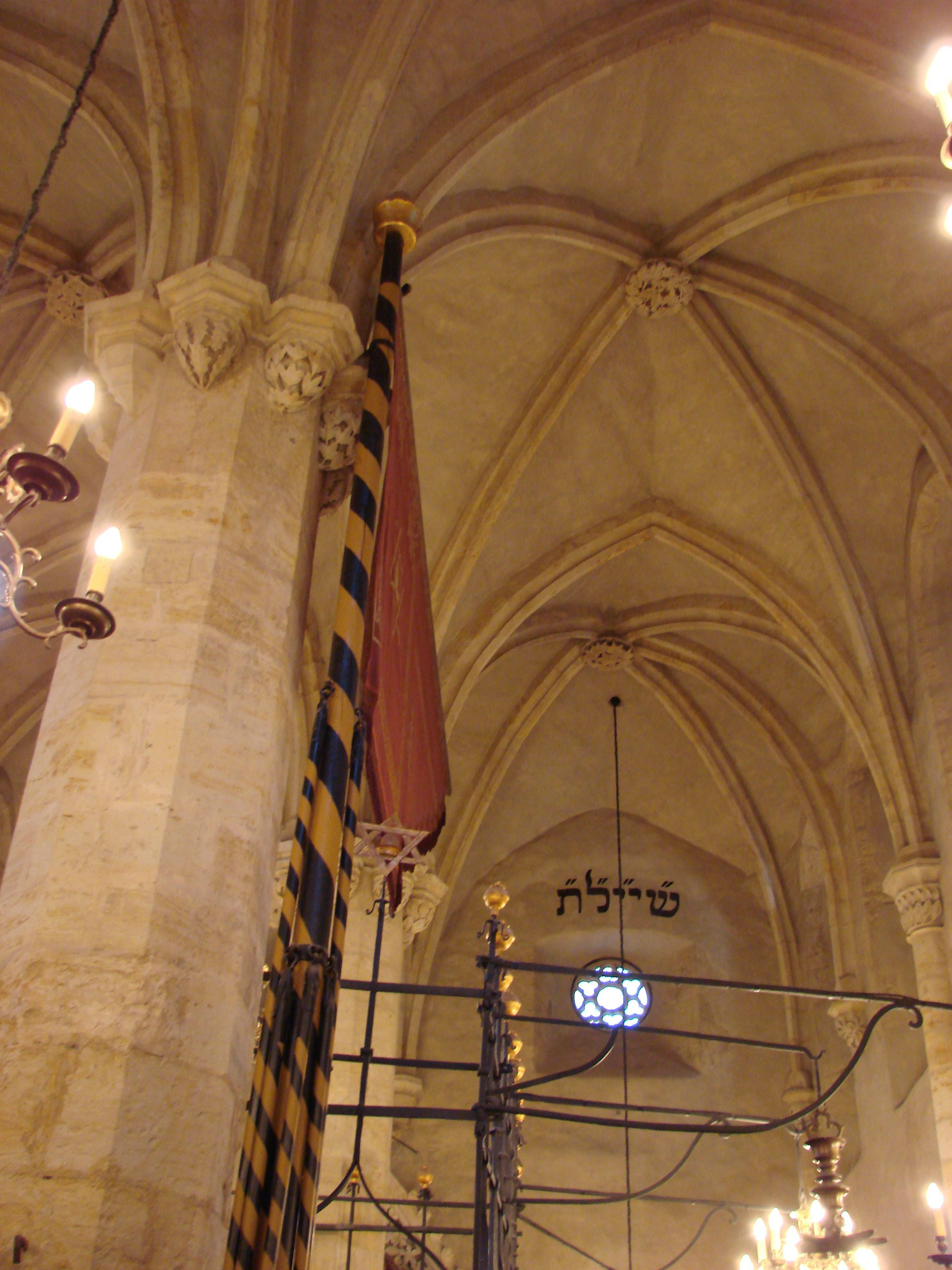
室内。注意顶棚的 nervure是5个，而不是使人们想起基督教十字架的四个

诵读律法书的诵经台位于两个柱子之间。存放律法书的约柜习惯上位于东墙中间。通向约柜有5级台阶，上面两旁有2扇圆形的花窗玻璃。约柜前面的讲台，有一个略低于地面的方井，供仪式主持人站立。 
这座犹太会堂遵守犹太教正统派礼仪，祈祷时男女座位分开。妇女坐在外间，从一扇小窗可以看见大厅。屋顶的框架、三角墙和共享墙可追溯到中世纪。
一个不寻常的特征是，西面的柱子上有一面巨大旗帜，上有大卫之星、示瑪祈祷文，和犹太帽子，自15世纪以来布拉格犹太社区的标志。斐迪南二世授权悬挂象征着社区自治的旗帜，以表彰犹太人反抗瑞典，保卫布拉格。查理六世将这面旗帜送给犹太人（现在展出的国旗是复制品）。

## 布拉格泥人
据说16世纪犹太教拉比洛伊乌（Judah Loew ben Bezalel）创造的泥人Golem就在保存布拉格犹太社区秘库文献（genizah）的阁楼。传说二战期间一个纳粹间谍打开秘库文献，就神秘的死去。在这种情况下，盖世太保在战争期间显然没有进入阁楼，这座建筑在纳粹摧毁犹太教堂时免遭毁灭。从外面通往阁楼楼梯的最下部3米已经被移走，阁楼不向一般公众开放。